# رازمیک خوسرون
رازمیک نیکادیمی خوسرون (ارمنی: Ռազմիկ Նիկադիմի Խոսրոև زاده ۳ مهٔ ۱۹۴۹) یک بازیگر و کارگردان آشوری‌تبار اهل ارمنستان است. وی از سال میلادی تاکنون مشغول فعالیت بوده است.

## زندگی‌نامه
وی در ۳ مه ۱۹۴۹ در گیولایسور به دنیا آمد و از دانشگاه دولتی وانادزور فارغ‌التحصیل شد. وی همچنین برندهٔ جوایزی همچون هنرمند افتخاری جمهوری ارمنستان، جوایز آرتاوازد و مدال کارگر ممتاز شده است.

## نگارخانه

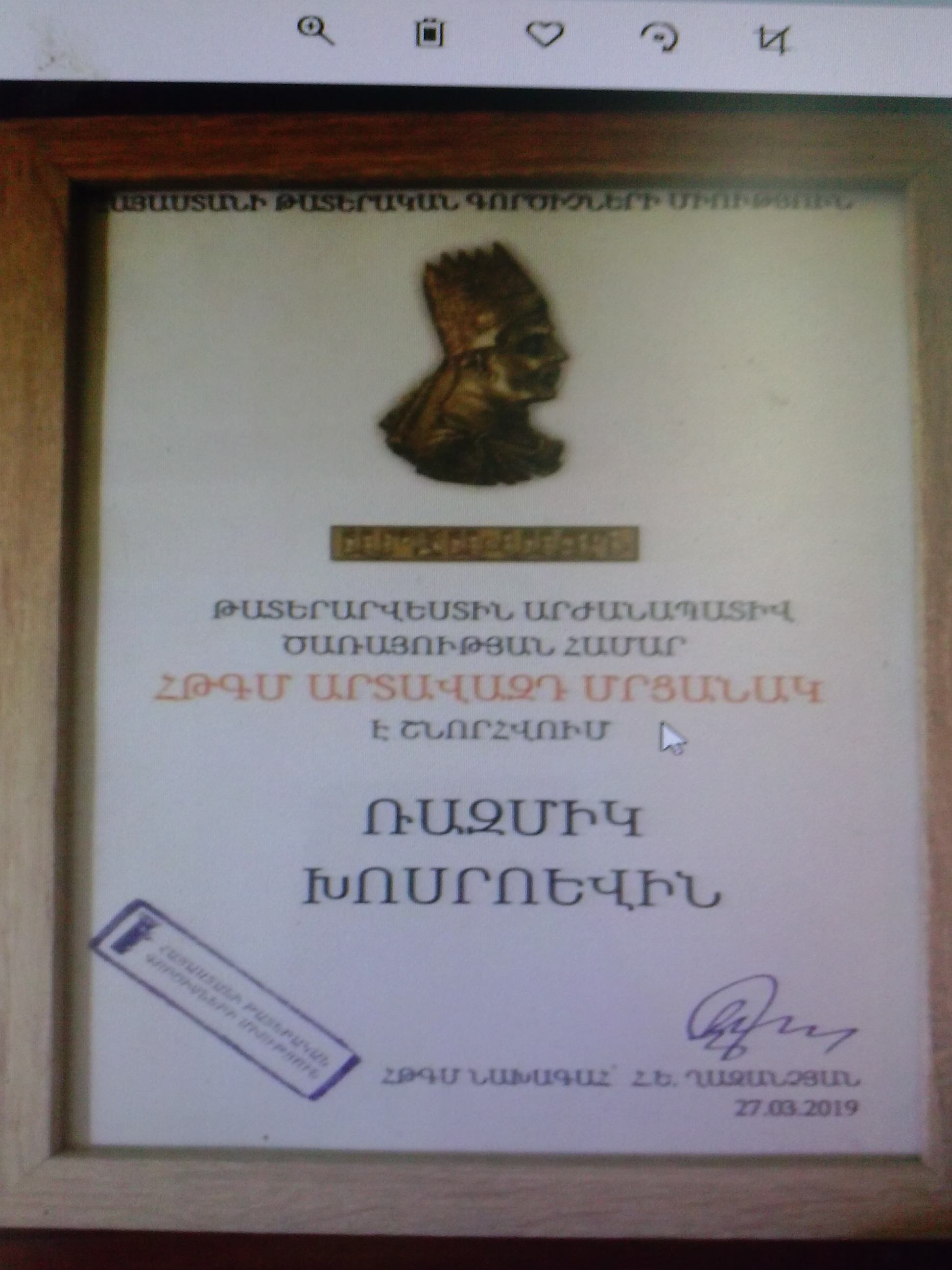
جوایز آرتاوازد